# Нива (општина)
Општина Нива (ест. Nõva vald) рурална је општина у северном делу округа Ланема на западу Естоније.
Општина се налази у северном делу округа и на северу излази на обале Финског залива. Заузима територију површине 129,6 km2. Граничи се са општинама Лане-Нигула на југу и Ноаротси на западу, те са округом Харјума (односно његовом општином Падисе) на истоку.
Према статистичким подацима из јануара 2016. на територији општине живело је 357 становника, или у просеку око 2,8 становника по квадратном километру.
Административни центар општине налази се у селу Нива у ком живи око стотињак становника.
На територији општине налазе се 8 села. 